# Біфорій
Біфо́рій (лат. biforium < biforis — «двобічний»), дифо́рій, біфо́ра (італ. bifora), муліон (англ. mullion < munnion < фр. moignon) — тип вікна, вертикально розділеного колоною чи пілястрою на два отвори з двома заокругленими чи гострими арками. Інколи біфору обрамлює ще одна, третя арка, а в додатковий простір між двома меншими арками вставляється прикраса, стемма або кругле віконце. Біфора є типовим архітектурним елементом романського та готичного періоду, часто використовується у вежах та дзвіницях, був популярним в епоху Відродження.
У ХІІ столітті біфора з'являється у вірменській архітектурі, а також у мусульманській, сліди якої й досі наявні в Сицилії. Пізніше використання біфори значною мірою занепадає і повертається в моду в XIX ст. в час еклектизму і переосмислення старих стилів (неоготика, неоренесанс, …).
Серед ранніх зразків італійських біфор — вікна в Battistero di Galliano та на фасаді Сан Джованні в Сінісі (Сардинія), натомість характерні зразки готичного періоду — дзвіниця Помпози і будівлі міських рад центральної та північної Італії.

## Галерея

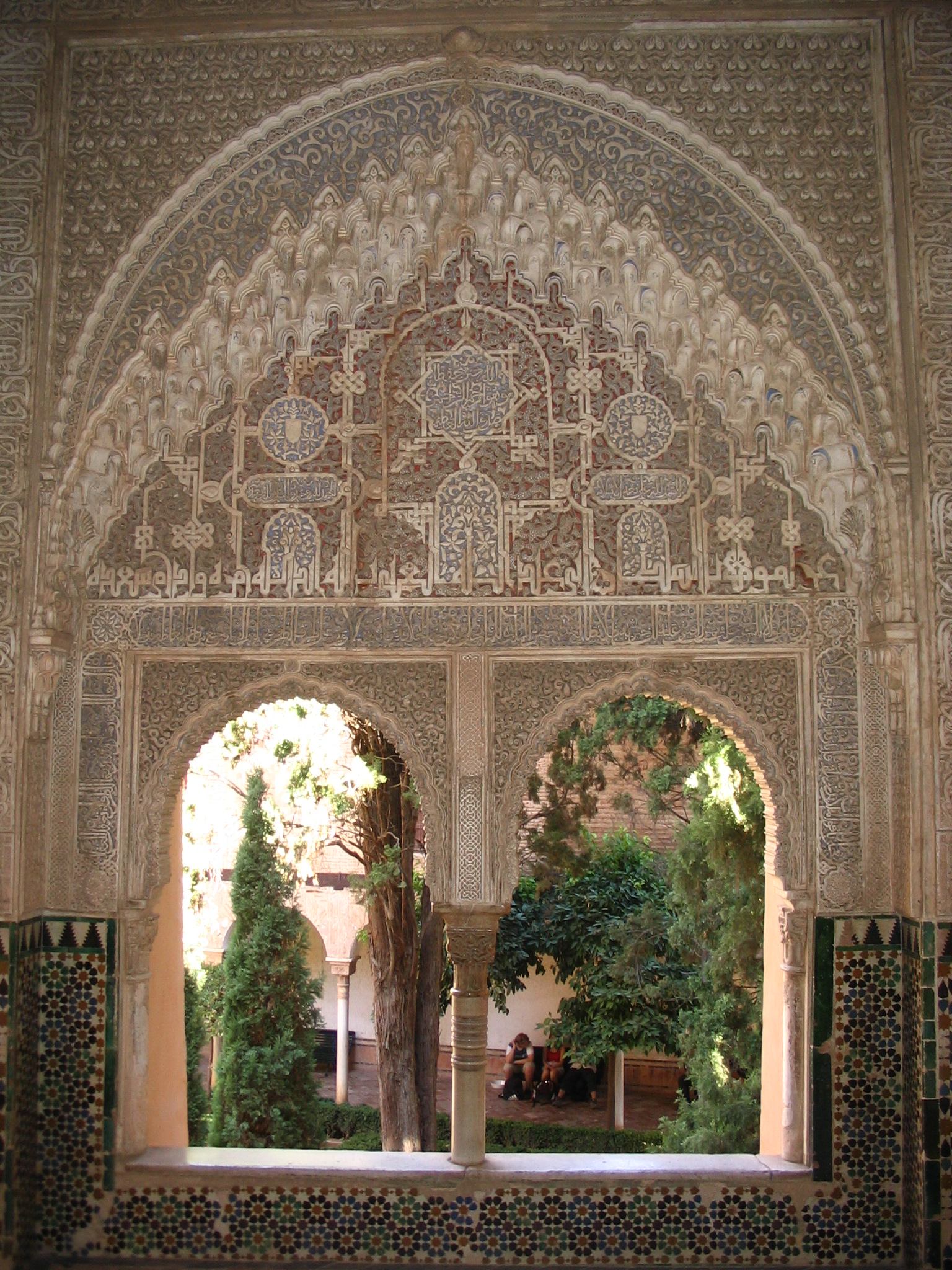
Біфора з арабесками в Альґамбрі, Гранада
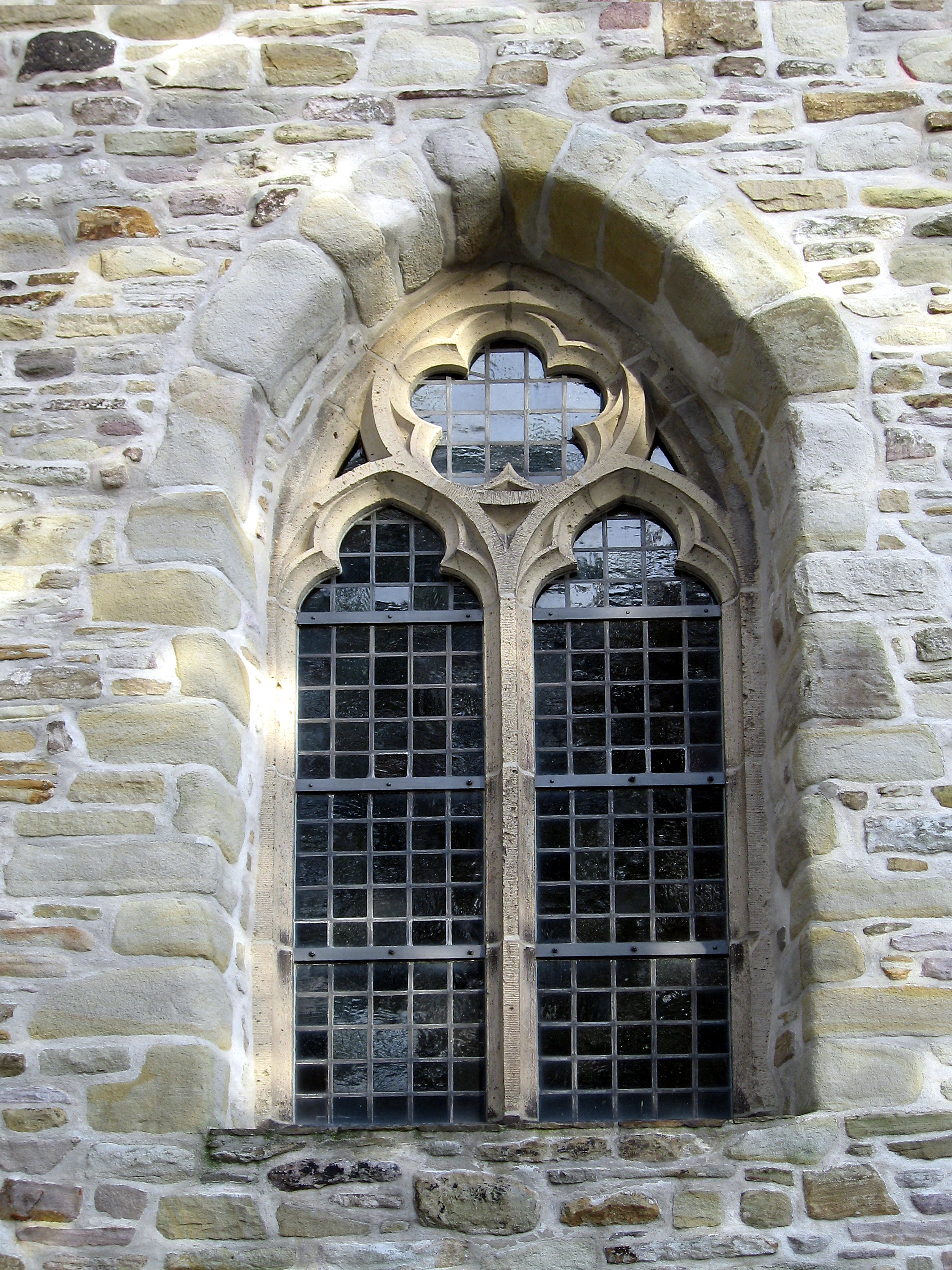
Готична біфора, західний фасад, південний неф
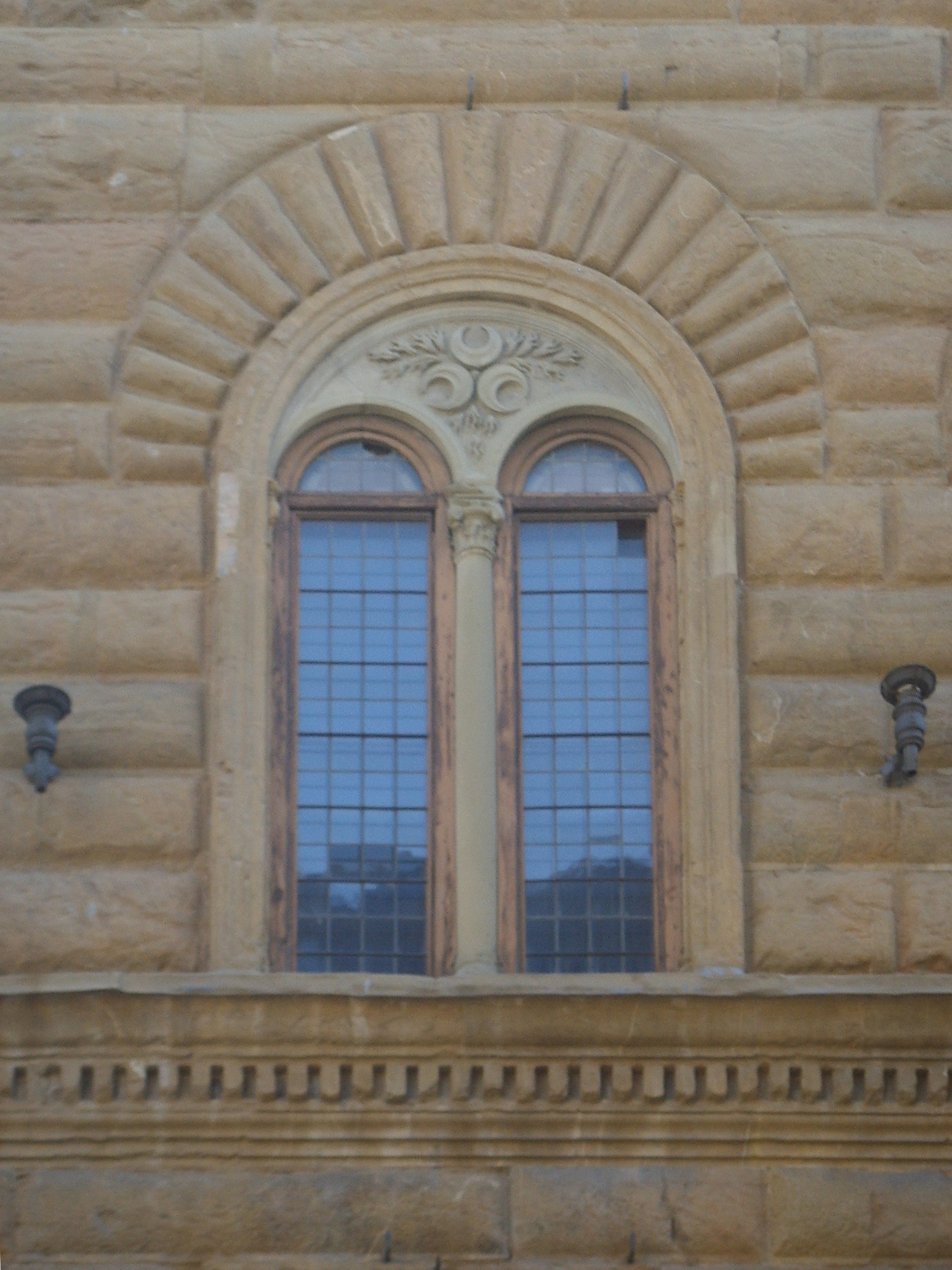
Біфора епохи Відродження, Палаццо Строцці, Флоренція
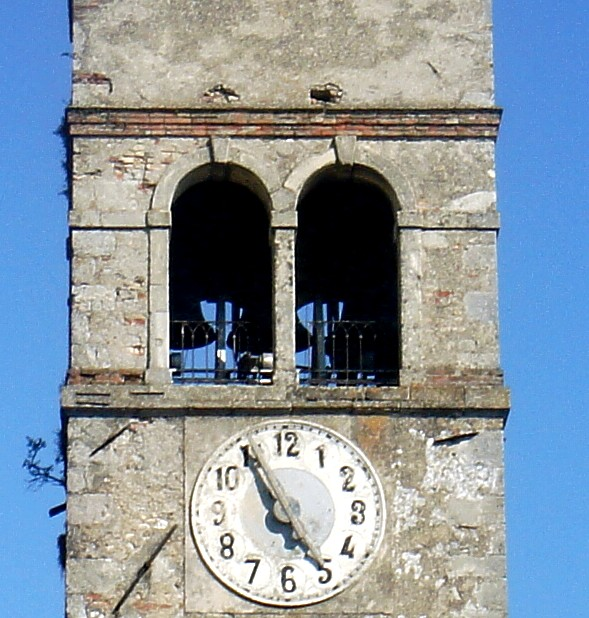
Біфора середньовічної вежі-дзвіниці в замку Castello Roganzuolo
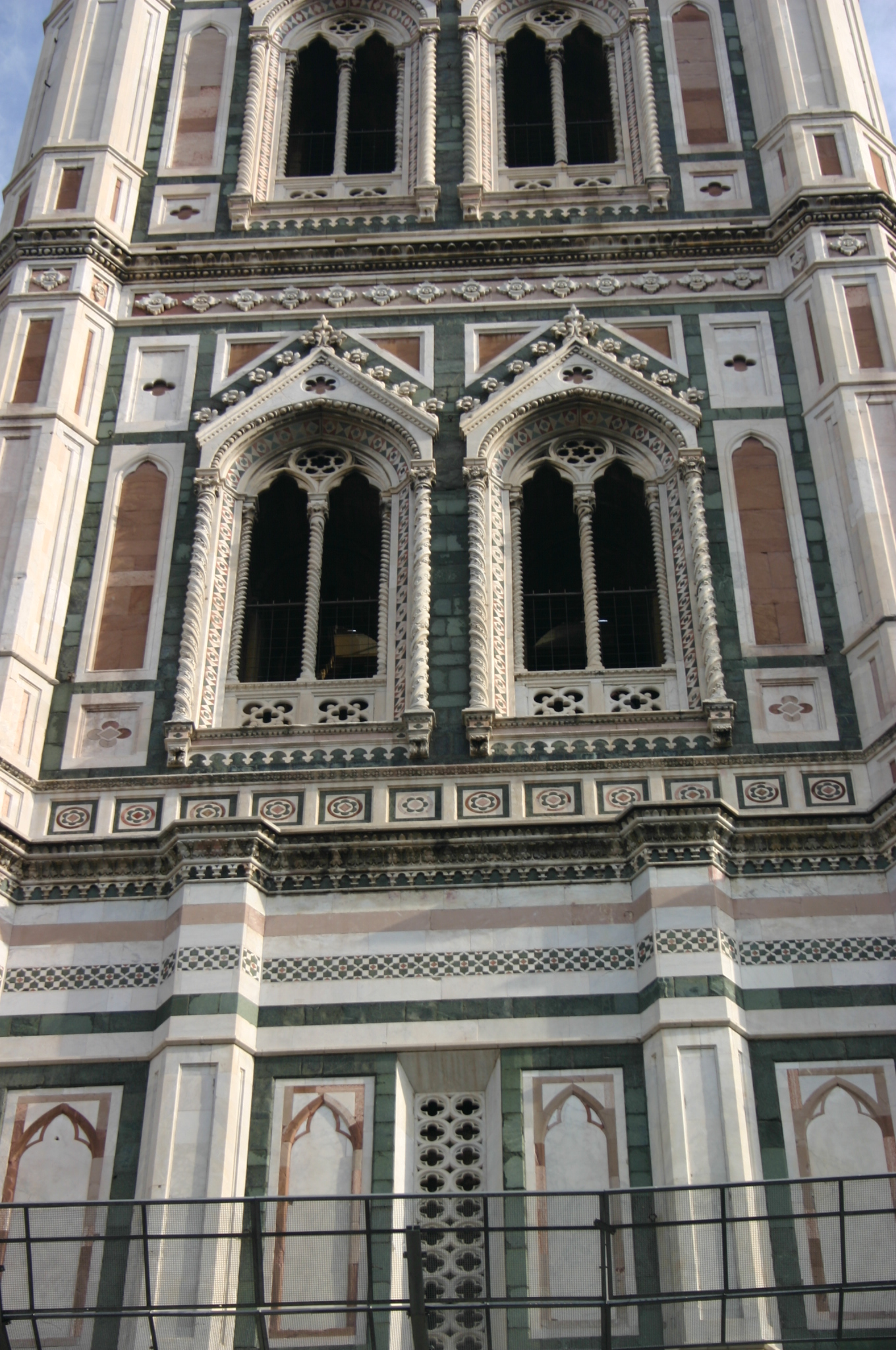
Біфора вежі-дзвіниці Джотто при церкві Санта Марія дель Фйоре, Флоренція